# حركة الشعب (تونس)
حركة الشعب، حزب سياسي تونسي ذى توجه ناصري. ترجع جذور الحركة إلى مجموعة «الوحدويون الناصريون بتونس» التي كانت تنشط كتيار معارض لزين العابدين بن علي. تحصلت الحركة على التأشيرة القانونية في 8 مارس 2011. في انتخابات المجلس الوطني التأسيسي فازت الحركة بمقعدين: محمد براهمي عن دائرة سيدي بوزيد ومراد العمدوني عن دائرة بنزرت. وقد تحصلت الحركة على 31793 صوتا  أي 0.75%، واحرزت على أفضل نتائجها في معتمدية المكناسي (9.53%) ومعتمدية السوق الجديد (8.43%) حيث يكثر أولاد إبراهيم العرش الذي ينحدر منه محمد الابراهمي. في جانفي 2012 اندمجت حركة الشعب مع منافستها حركة الشعب الوحدوية التقدمية  التي اضعفت بعد فشلها في الانتخابات واستقالة منسقها البشير الصيد الذي فضل تأسيس حزب جديد باسم حركة المرابطون. اعلنت حركة الشعب في أكتوبر 2012 عن انضوائها تحت تحالف الجبهة الشعبية اليسارية قبل ان تعلن انسحابها منها ثم تعلن في مارس 2013 عودتها إليها. يقع مقر الحركة في شارع جمال عبد الناصر وسط العاصمة.
1. ↑  بطاقة حركة الشعب في موقع أحزاب تونس [وصلة مكسورة] نسخة محفوظة 24 سبتمبر 2015 على موقع واي باك مشين.
2. ↑  قرار التصريح بالنتائج النهائية لانتخابات المجلس الوطني التأسيسي من موقع الهيئة العليا المستقلة للانتخابات نسخة محفوظة 15 نوفمبر 2011 على موقع واي باك مشين. [وصلة مكسورة]
3. ↑  "القوميون في تونس يتحدون"، التونسية في 23 جانفي 2012 نسخة محفوظة 2020-04-06 على موقع واي باك مشين.
4. ↑  "البشير الصّيد: “قريبا سنعلن عن أوّل تحالف للأحزاب القوميّة ولن نتحالف مع الجبهة الشّعبيّة"، موقع جدل في غرة نوفمبر 2012 [وصلة مكسورة] نسخة محفوظة 08 أبريل 2014 على موقع واي باك مشين.
5. ↑  "رغم ضبابية تصريحات قيادييها:" حركة الشعب" تعود لـ"الجبهة الشعبية""، التونسية في 16 مارس 2013 نسخة محفوظة 2020-04-06 على موقع واي باك مشين.

## وصلات خارجية
- الصفحة الرسمية لحركة الشعب على الفايسبوك  على فيسبوك.